# Triennal de Milà
La Triennal de Milà va néixer l'any 1923 amb el subtítol de I Biennale delle arti decorative. L'estat italià va promoure l'esdeveniment amb la voluntat de fer gala de la tradició artística i artesana del país. A l'any 1933 es va traslladar al Palazzo dell Arte de Milà. L'edifici fou projectat per l'arquitecte Giovanni Muzio i construït entre els anys 1931 i 1933. Durant els primers anys es va convertir en l'aparador de la modernitat i del disseny més innovador d'Europa. A l'any 1951 l'Espanya franquista va participar en la IX Triennal de Milà, una participació que es repetiria fins a l'any 1957. La participació de l'Estat espanyol a la Triennal de Milà es deu a la voluntat de contrarestar la percepció externa del règim, sumida en plena postguerra i repressió franquista. La triennal representava, en aquest sentit, un esforç diplomàtic per visibilitzar uns aires de llibertat i transformisme inexistents. Itàlia, des del punt de vista cultural, representava la porta natural d'Espanya a Europa.
A l'any 2014, l'Ajuntament de Girona, en paral·lel a l'adquisició del fons artístic Santos Torroella, va rebre en donació l'Arxiu i Biblioteca Rafael i María Teresa Santos Torroella per part dels hereus de María Teresa Bermejo. La documentació de la Triennal de Milà forma part del llegat documental de l'Arxiu Santos Torroella. Els treballs de tractament són a càrrec de l'Arxiu Municipal de Girona.

## Història

### Participació espanyola
A l'any 1951 Espanya va participar, per primera vegada, a la IX Triennal de Milà. La participació espanyola es va allargar dues edicions més, fins a l'any 1957. La Direcció General de Relacions Culturals, organisme depenent del Ministeri d'Assumptes Exteriors, va al·ludir problemes de gestió i de costos de producció per renunciar a les successives edicions. Tanmateix, amb els anys la Triennal va derivar cap a una fira de mostres i la modalitat de presentació espanyola, dedicada únicament a l'art d'innovació i als objectes decoratius, s'allunyava del caràcter més industrial de l'esdeveniment, que apostava per la voluntat de fusionar les arts amb el disseny i els béns de consum més moderns.

#### IX Triennal de Milà
El projecte i la realització del pavelló espanyol a la IX Triennal de Milà, a l'any 1951, fou obra de l'arquitecte català Josep Antoni Coderch. L'encàrrec li va arribar de la mà del Director General de Relacions Culturals, D.Juan Pablo Lojendio, nomenat comissari de l'esdeveniment per part del ministre d'Educació i Cultura, Joaquín Ruíz Giménez. Rafael Santos Torroella, juntament amb les seves esposa, María Teresa Bermejo, van ser els encarregats de la selecció i disposició de les peces d'exposició. El tema d'aquella edició era «Les tradicions populars des de l'art antic en les arts decoratives, l'art popular i l'artesania en relació amb els corrents d'avantguarda». Entre d'altres peces, el pavelló va comptar amb talles romàniques, un quadre de Joan Miró, escultures d'Àngel Ferrant, Eudald Serra i Jorge Oteiza, peces d' orfebreria de Jaume Mercader, Ramon Sunyer i Manel Capdevila, teixits estampats de Josep Porta, gravats de Josep Guinovart amb poemes de Federico García Lorca, ceràmiques de Josep Artigas i Antoni Cumella, fotografies de l'arquitectura de Gaudí, etc. El certamen fou un èxit i va guanyar dos diplomes d'honor, cinc medalles d'or i altres reconeixements menors.

#### X Triennal de Milà
A l'any 1954, a la X Triennal de Milà, la realització del pavelló espanyol va anar a càrrec del col·lectiu MoGaMO, format per l'arquitecte Ramon Vázquez Molezún, el pintor Manuel Suárez Molezún i l'escultor, Amadeo Gabino Ubeda. S'hi van exposar dotze escultures en ferro d'Eduardo Chillida, una representació de joies de Salvador Dalí i objectes de manufactura tradicional: ventalls, espardenyes, barrets de palla, porrons, garrafes de vidre, etc.

#### XI Triennal de Milà
La darrera participació espanyola a la Triennal va tenir lloc en el marc de la XI edició, a l'any 1957. En aquest cas, el pavelló va ser obra dels arquitectes José Carvajal i José María García Paredes. Tos dos van idear un espai a imatge i semblança d'una plaça de toros. Alguns dels objectes exposats van ser peces de ceràmica d'Antoni Cumella i Antonio Fernández Alba, tapissos de Jesús de la Sota, cadires de fusta dissenyades per Josep Maria Coderch, Federico Correa, Alfonso Milá i Miguel Fisac, a més d'altres objectes decoratius.